# Michael Massee

Michael Massee, de son vrai nom Michael Groo Massee, né le 1er septembre 1952 à Kansas City et mort le 20 octobre 2016 à Los Angeles, est un acteur américain surtout connu pour ses rôles de méchant à la télévision et au cinéma.

## Biographie
Michael Massee est principalement connu malheureusement pour avoir tué par accident Brandon Lee pendant le tournage de The Crow (l'enquête ultérieure révèlera que, lors d'une précédente utilisation, le révolver avait été chargé à balles réelles et qu'un de ces projectiles était resté bloqué dans le canon).
Mis hors de cause, Massee fut néanmoins traumatisé par l'accident et dut arrêter son travail d'acteur durant un an pour se remettre. Il reprendra son métier d'acteur dans des petits rôles dans les films : Seven, Un beau jour, Lost Highway, The End of Violence, The Game, Amistad, Le Damné et Catwoman.
Parmi ses rôles les plus connus, on compte celui de Ira Gaines, l'un des principaux méchants de la saison 1 de 24 heures chrono et il joue également le rôle de Dyson Frost / D. Gibbons dans Flashforward. 
Il fait plusieurs apparitions à la télévision, notamment dans les séries X-Files, Alias, New York, section criminelle, Esprits criminels, Supernatural, Les Experts, Rizzoli and Isles, Dr House, Fringe et Blacklist.
Au cinéma, on le retrouve dans le rôle du mystérieux Gentleman dans les films The Amazing Spider-Man et The Amazing Spider-Man : Le Destin d'un héros.
L'un de ses derniers rôles est celui du docteur Jean-François Montfort dans la série française Interventions.
Il meurt d'un cancer à l'estomac le 20 octobre 2016.

## Filmographie partielle

### Cinéma
- 1981 : The Night the Lights Went Out in Georgia : Pool player
- 1991 : My Father is Coming : Joe
- 1994 : Home of Angels : Detective Baines
- 1994 : À la folie de Diane Kurys
- 1994 : The Crow de Alex Proyas : Fun Boy
- 1995 : Burnzy's Last Call : Luke
- 1995 : Tales from the Hood (en) de Rusty Cundieff (en) : Newton
- 1995 : Se7en de David Fincher : le patron du club underground, interrogé, après le meurtre de la Luxure
- 1995 : The Low Life (en) de George Hickenlooper : Bartender
- 1996 : Mojave Moon de Kevin Dowling : fifth guy
- 1996 : Un beau jour de Michael Hoffman : Eddie Parker
- 1997 : Jamaica Beat : Ian Benjamin
- 1997 : Lost Highway de David Lynch : Andy
- 1997 : The End of Violence de Wim Wenders : "l'homme dans le bar"
- 1997 : The Game de David Fincher : Airbag EMT Galiano
- 1997 : Le Damné (Playing God) d'Andrew Wilson : Gage
- 1997 : Amistad de Steven Spielberg : garde
- 1997 : Guy : Mark
- 1999 : War of the Angels : Dr Helmut Fahrmeyer
- 1999 : Bad City Blues : Eugene Grimes
- 1999 : The White River Kid de Arne Glimcher : Ralph Pines
- 2001 : The Theory of the Leisure Class : McMillon
- 2001 : Corky Romano de Rob Pritts : l'homme armé en colère
- 2004 : Catwoman de Pitof : Armando
- 2007 : Underdog, chien volant non identifié (Underdog) de Frederik Du Chau : voix du 2e berger allemand
- 2012 : The Amazing Spider-Man de Marc Webb : L'homme dans l'ombre
- 2013 : CBGB de Randall Miller : Officier Stan
- 2014 : At the Devil's Door de Nicholas McCarthy (en) : Oncle Mike
- 2014 : The Amazing Spider-Man : Le Destin d'un héros (The Amazing Spider-Man 2) de Marc Webb : Gustav Fiers alias Le Gentleman

### Télévision

#### Téléfilms
- 1995 : Sahara : Leroux
- 1996 : An Unfinished Affair : Dwight Bennet
- 2003 : Projet Momentum : Adrian Geiger
- 2007 : Pandemic : Virus fatal (Pandemic) : Edward Vincente

#### Séries télévisées
- 1996 : X-Files : Vernon Ephesian (saison 4, épisode 5)
- 1996 : Un drôle de shérif : ? (saison 4, épisode 11)
- 1997 : Le Dernier Parrain : Jim Losey
- 2001 : 24 heures chrono : Ira Gaines (saison 1)
- 2003 : Momentum : Adrian Geiger
- 2005 : Révélations (mini-série) : Isaiah Haden
- 2006 : Esprits criminels (Criminal Minds) : Jacob Dawes (saison 1, épisode 14)
- 2007 : Supernatural : Kubrick (saison 3, épisode 3 et 7)
- 2008 : New York, section criminelle : Jordie Black (saison 7, épisode 16)
- 2010 : Flashforward : Dyson Frost / D. Gibbons (8 épisodes)
- 2010 : Los Angeles, police judiciaire : Denis Watson (saison 1, épisode 2)
- 2011 : Human Target : La Cible : Henry Claypool (saison 2, épisode 12)
- 2011 : Dr House : Frankie (saison 8, épisode 1)
- 2011 : Les Experts : Stan Richardson (saison 12, épisode 8)
- 2012 : Fringe : Anson Carr (saison 4, épisode 15)
- 2010-2013 : Rizzoli and Isles : Dr Charles Hoyt (saison 1 : épisodes 1 et 8  / saison 2 : épisode 10 / saison 4 : épisode 9)
- 2013 : New York, unité spéciale : Michael "Pa" Williams (saison 15, épisode 2)
- 2013 : Ironside : Stan Nagy (saison 1, épisode 6)
- 2014 : Interventions : Dr Jean-François Montfort
- 2015 : Blacklist : Karakurt (saison 2, épisodes 20 et 21)